# Urs Leuthold
Urs Leuthold – szwajcarski bobsleista, złoty medalista mistrzostw świata.

## Kariera
Największy sukces w karierze osiągnął w 1983 roku, kiedy wspólnie z Ralphem Pichlerem zwyciężył w dwójkach podczas mistrzostw świata w Lake Placid. Był to jednak jego jedyny medal wywalczony na międzynarodowej imprezie tej rangi. Poza tym zdobył także złoty medal w czwórkach na mistrzostwach Europy w Cortinie d’Ampezzo w 1982 roku, brązowy w tej konkurencji na ME w Sankt Moritz w 1985 roku oraz brązowy w dwójkach na mistrzostwach Europy w Sarajewie w 1983 roku. Nigdy nie wystąpił na igrzyskach olimpijskich.